# クトゥルフ神話の初期事典
クトゥルフ神話の初期3事典について解説する。
アーカムハウスのオーガスト・ダーレスに公認されたものである。事典・設定集・ガイダンスであるが、すべて独自設定を含む。既存の設定をまとめた事典というだけではなく、逆にこれらの事典のためにこしらえられた設定がある。また、書かれた時代背景もあり、内容が古い。
1. クトゥルー神話小辞典 (フランシス・T・レイニー)
2. クトゥルー神話の神神 （リン・カーター）
3. クトゥルー神話の魔道書 （リン・カーター）

大瀧啓裕は『小辞典』の注意書きとして、内容に誤りがあるが、歴史的な経緯ある資料なのでそのまま載せていると述べている。東雅夫は『神神』『魔道書』について「一部の恣意的解釈に問題はあるものの、便利な手引きとなっていることは間違いない」と解説する。
知名度の高い邪神や魔道書の解説文はこれら3事典の時点でほぼ完成しており、以降の書籍群における解説文のベースになっている。

## クトゥルー神話小辞典
作者はフランシス・T・レイニー。クトゥルフ神話最初の事典。初期版がファンジン『アコライト』1942年冬号に掲載され、加筆版が1943年のアーカムハウスの単行本、ラヴクラフトの第2作品集『眠りの壁を越えて』に収録された。初期版がオーガスト・ダーレスの目に留まり、加筆版はダーレスが監修を行っている。青心社文庫『クトゥルー13』に収録。
5部構成。「序文」「一、神性」「二、人類先行種族」「三、地名」「四、黒魔術および禁断の知識に関する書物」「五、その他」で構成される。冒頭にいわくつきの「黒魔術文」が掲載されている。
```
わたしの小説はすべて、何の繋がりもないように見えるかもしれないが、かつてこの世界には他の種族が棲んでおり、それら種族は黒魔術を実践したため、足場を失って追放されたが、ふたたびこの地球を手に入れようと、なおも外世界に棲息するという、根源的な伝説もしくは伝承に基づいている。
[
3
]
―HPラヴクラフト？
[
注 1
]
```

それまでもダーレスは神話を執筆していたが、事典が出てからは、ダーレスは自分の設定を事典の方に合わせた作品を執筆するようになる。ダーレス神話の特徴と周知されている設定のいくつかは、レイニーが当事典にて付加したものである。

### クトゥルー神話小辞典の概要
- 太古の地球にはウボ＝サスラ[注 2]とアブホースがおり、そこに旧神に追放された旧支配者たちがやって来て、旧神たちは彼らを再び追放した[注 3]。ノーデンスを旧神とする[注 4]。
- 邪神の総称としての「旧支配者（グレート・オールド・ワン）」を確立。アザトースを邪神の首領と明言。
- ダーレス神話において四大霊「のような」と曖昧に表現されていた説明を、四大霊と明確化する。不在だった火の枠に邪神クトゥグアを新たに追加する。大いなる種族は風の眷属と戦い逃亡したとする。ヨグ＝ソトースを人格神かつ力そのものであると明言し、地の精に分類。

## クトゥルー神話の神神
作者はリン・カーター。初期版が『インサイドSF』1957年10月号に掲載された後、1959年にアーカムハウスの単行本『閉ざされた部屋その他』に収録された。日本では『幻想と怪奇』1973年1月号に掲載され、1980年の風見潤の『クトゥルー・オペラ』に影響を与えた。青心社文庫『クトゥルー1』に収録。
アマチュア時代のカーターがクトゥルフ神話の大系化を試みたもの。あくまで初期カーター設定であり、後期カーター設定とは大きく異なる。また先のレイニー設定とも異なる。

### クトゥルー神話の神神（初期カーター設定）の概要
- 旧神[注 4]が、旧支配者たちとイースの大いなる種族を造り出した。地球では旧支配者と大いなる種族が領土争いをしていたが、共に旧神に叛く。大いなる種族は時を超えて逃亡する。旧支配者は旧神から知識を盗んでセラエノに隠す。旧支配者たちは旧神に敗れ、各地に幽閉される[注 3]。
- アザトースは旧神に知性と意思を剥奪された。
- ウボ＝サスラとアブホースが旧支配者たちの親[注 2]。別枠でツァトゥグァ、クトゥルフ、ヨグ＝ソトースは外宇宙から飛来した。

## クトゥルー神話の魔道書
作者はリン・カーター。初期版が『インサイド・アンド・サイエンス・フィクション・アドヴァタイザー』1956年3月号に掲載された後、1959年にアーカムハウスの単行本『閉ざされた部屋その他』に収録された。青心社文庫『クトゥルー2』に収録。
当時のクトゥルフ神話の文献を集めた事典。網羅度が高く、一言言及があった程度のマイナー文献に至るまで拾っている。

## 収録
- 青心社『クトゥルー13』「クトゥルー神話用語集」フランシス・T・レイニイ
- 青心社『クトゥルー1』「クトゥルー神話の神神」リン・カーター
- 青心社『クトゥルー2』「クトゥルー神話の魔道書」リン・カーター